# Иван Иванов (генерал, р. 1961)
Вижте пояснителната страница за други личности с името Иван Иванов.
Иван Стефанов Иванов е български офицер, бригаден генерал.

## Биография
Роден е на 28 ноември 1961 г. в село Щръклево, Русенско. Завършва средно образование в математическата гимназия в Русе през 1979 г. След това завършва Висшето народно военно артилерийско училище в Шумен. Гражданската специалност е инженер по радиолокационна, радионавигационна и радиотелевизионна апаратура. Започва службата си като командир на взвод във Висшето народно военно артилерийско училище. От 1987 г. е командир на батарея там. По-късно работи в отдел „Кадри“ на военното училище. След това последователно е старши помощник на отдел „Кадри“, главен експерт в отдел „Развитие на човешките ресурси“. От 2000 г. е началник на отделение „Административно обслужване и контакти“ към факултет „Общовойскови“ на Националния военен университет. След това е главен експерт в Министерството на отбраната. През 2004 г. завършва магистратура по финанси в Стопанската академия в Свищов, а след това през 2019 г. пак там здравен мениджмънт. След като излиза в запаса с чин полковник след 2000 г. работи като началник на съдебната охрана в Областна дирекция „Охрана“-Русе на Министерството на правосъдието. От ноември 2010 г. е директор на областна дирекция „Охрана“-Велико Търново с чин комисар. Пенсиониран е принудително през 2012 г. За близо година е началник на отдел „Рентгенови системи“ в Митница-Русе. След това обжалва заповедта за пенсионирането си е върнат на работа във Велико Търново. През 2018 г. е назначен за временен директор на Софийския затвор. Тогава е повишен в чин старши комисар. През ноември 2018 г. е назначен за административен директор на УМБАЛ „Канев“ в Русе. Тогава официално напуска армията и 1 месец по-късно му е присъдено звание бригаден генерал от резерва. От юли 2019 г. е изпълнителен директор на болницата. През 2023 г. е кандидат за кмет на Русе от ГЕРБ.

## Образование
- Математическа гимназия, Русе – до 1979
- Висшето народно военно артилерийско училище, Шумен
- Стопанската академия, Свищов – до 2004, финанси
- Стопанската академия, Свищов – до 2019, здравен мениджмънт